# Тарабани
Тараба́ни —  село в Україні, у Чмирівській сільській громаді Старобільського району Луганської області. Населення становить 124 особи.